# Eckfahne

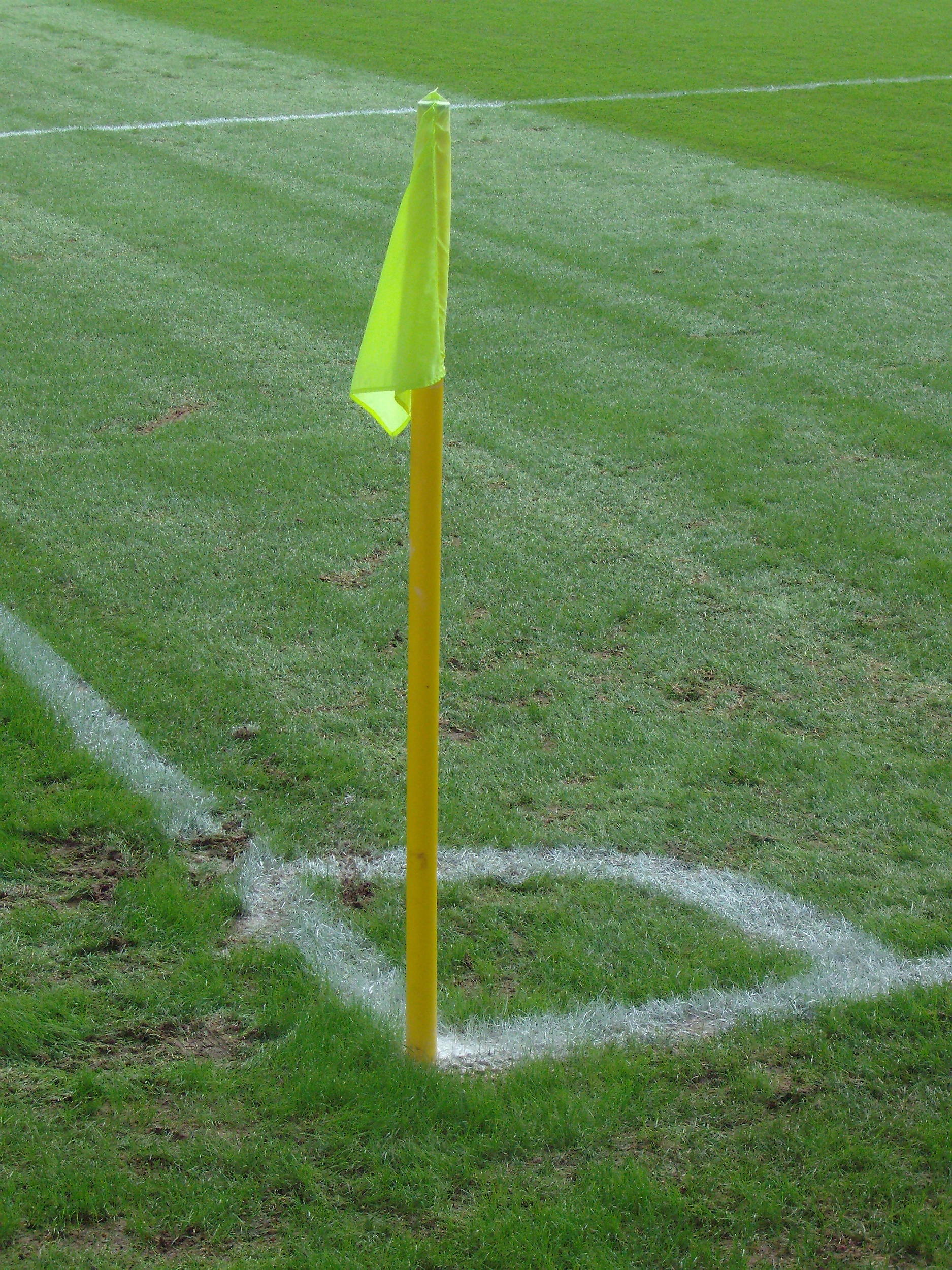
Traditionelle Eckfahne

Die Eckfahnen sind Teile des Fußballfeldes, des Spielfeldes im Fußballspiel.
Sie markieren die Ecken des Spielfeldes. Mit Hilfe der Eckfahnen kann man leichter entscheiden, ob ein Ball in der Nähe der Ecke über die Seitenlinie oder die Torlinie ins Aus gerollt ist. Davon hängt die Art der Fortsetzung des Spiels ab.
Die Eckfahnen gehören zum Spielfeld. Sollte also ein Ball gegen die Eckfahnen prallen und dann wieder zurück ins Feld rollen, läuft das Spiel weiter.
Die Fußballregeln verbieten es, die Eckfahne zu entfernen, um einen Eckstoß auszuführen.
Um Verletzungen der Spieler und Schiedsrichter zu vermeiden, müssen die Fahnenstangen der Eckfahnen mindestens 1,50 Meter hoch und dürfen oben nicht spitz sein. Außerdem sind moderne Eckfahnen aus leicht nachgebendem weichen Kunststoff und nicht mehr wie früher aus Holz. Des Weiteren besitzen einige Modelle ein spezielles Knick-Gelenk, so dass die Fahne, sollte jemand dagegenlaufen oder dagegenfallen, einfach umknickt und sich danach von alleine wieder aufrichtet.

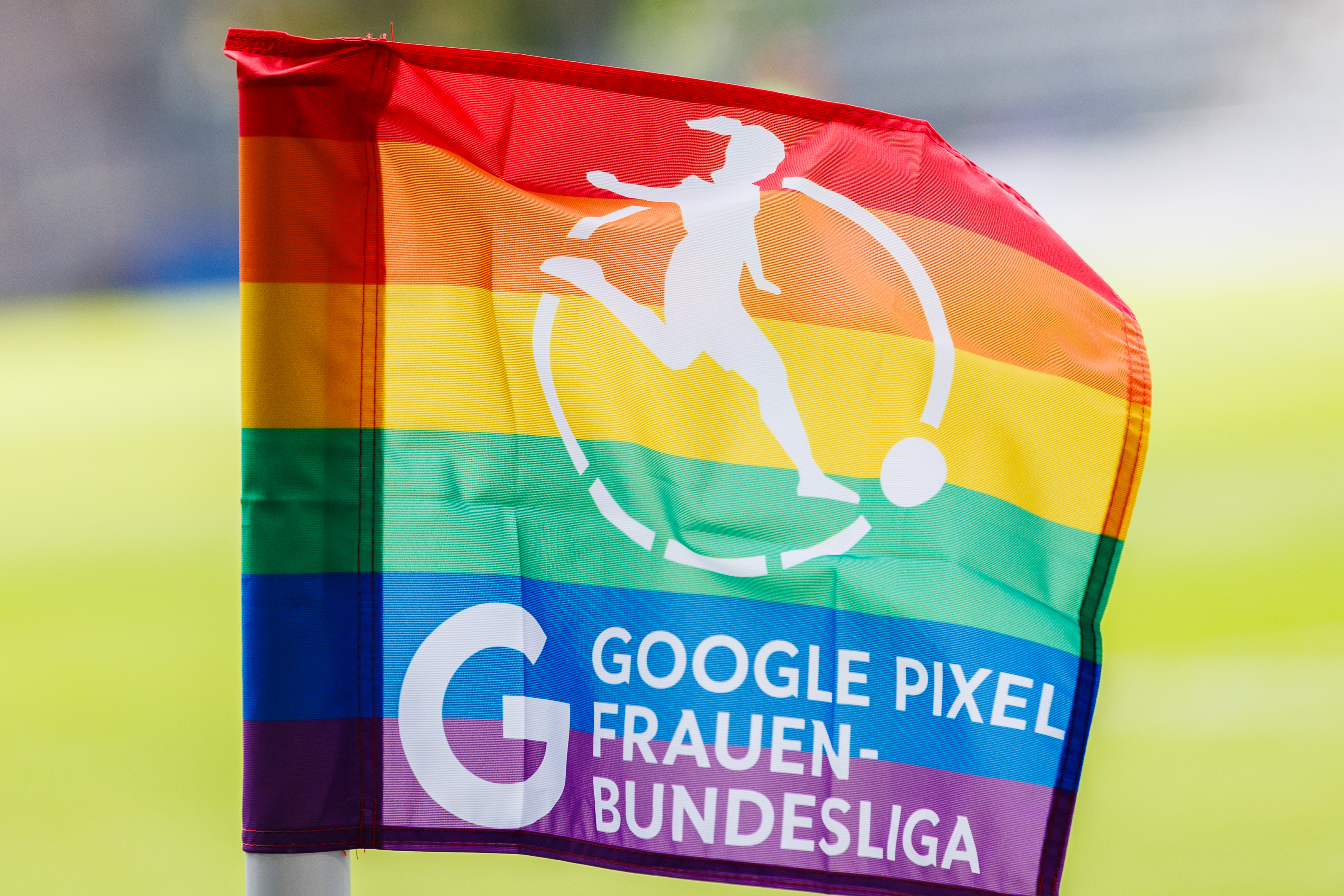
Beispiel für eine bunte Eckfahne der Frauen-Bundesliga

Die Fahnen selbst waren üblicherweise aus rotem, gelbem oder rot-gelb kariertem Stoff. Es setzen sich aber auch vermehrt farbige und mit eigenem Logo versehene Eckfahnen-Flaggen durch.
Diese können bei einschlägigen Herstellern oft direkt gestaltet und konfektioniert werden. Von den Fußball-Verbänden gibt es bisher hier keine wirklichen Einschränkungen, so dass diese relativ frei gestalten werden können.